# Ли Шуан
Ли Шуа́н (кит. упр. 李爽, пиньинь Lǐ Shuǎng, 14 июля 1978, Сыпин, Китай) — китайская хоккеистка (хоккей на траве), полузащитник. Серебряный призёр летних Олимпийских игр 2008 года.

## Биография
Ли Шуан родилась 14 июля 1978 года в китайском городском округе Сыпин.
Играла в хоккей на траве за «Гирин».
В 2004 году вошла в состав женской сборной Китая по хоккею на траве на летних Олимпийских играх в Афинах, занявшей 4-е место. Играла на позиции полузащитника, провела 6 матчей, мячей не забивала.
В 2008 году вошла в состав женской сборной Китая по хоккею на траве на летних Олимпийских играх в Пекине и завоевала серебряную медаль. Играла на позиции защитника, провела 7 матчей, мячей не забивала.
Трижды завоёвывала золотые медали хоккейных турниров летних Азиатских игр: в 2002 году в Пусане, в 2006 году в Дохе, в 2010 году в Гуанчжоу. Кроме того, в 1998 году Ли завоевала бронзу летних Азиатских игр в Бангкоке.
В 2003 году завоевала серебряную медаль Трофея чемпионов в Сиднее.